# Bue (våben)
 For alternative betydninger, se Bue. (Se også artikler, som begynder med Bue)
En bue er et skydevåben, hvormed der kan affyres pile. Våbnet har været kendt siden oldtiden og er kendt i langt de fleste kulturer. Bueskydning er kunsten at skyde med bue og færdigheder i at anvende den.

## Beskrivelse
En bue er et aflangt fleksibelt materiale, hvormed man skyder aerodynamiske projektiler kaldet pile. En streng forbinder de to ender, og når snoren er trukket tilbage er pinden bøjet. Når strengen frigøres, bliver den potentielle energi af det bøjede materiale omdannet til kinetisk energi (bevægelsesenergi) der overføres til pilen, som på denne måde affyres.
I dag anvendes bue og pil primært til jagt og sporten bueskydning. Tidligere har det været en meget anvendt våben i krig, men i takt med udviklingen af krudt og musketter blev buen anvendt mindre og mindre til krigsførelse.
En person der erhverver sig ved at fremstille buer kaldes en buemager og en person der fremstiller pile kaldes en pilemager.

## Historie
Buen har været kendt siden oldtiden. Afhængigt af hvilke kulturer der er tale om har man også kendt andre kastevåben såsom slyngen, en atlatl fra Amerika og woomera fra Australien.
De tidligste potentielle pilespidser er fra omkring 64 tusind år siden Sibudu-hulen i Sydafrika. 
De tidligste pilespidser i det Europæiske område er fra 54.000 år siden og fundet i Mandrin-grotten i Rhonedalen i Frankrig.
16000 år f.v.t. lavede man pilespidser af flint og brugt sener til at binde spidserne fast i splittede askeskafter. Fjer blev limet og bundet fast til skafterne.
De første fragmenter, som er tolkes som buer er Stellmoor-buerne fra det nordlige Tyskland. De er blevet dateret til omkring 8.000 f.v.t., men blev ødelagt i Hamburg under Anden Verdenskrig. Dette var inden Kulstof 14-datering blev opfundet og deres alder er derfor ikke blevet verificeret.
De ældste eksisterende buer er fra Holmegårds Mose på Sjælland. Her blev fundet fire buer, kaldet Holmegårdbuerne, der er nogle af de bedste bevarede i Europa. De er blevet dateret til 7000 f.v.t. I moderne tid har man fremstillet buer efter samme design som buerne fra Holmegaard.
Pil og bue benyttes den dag i dag ved stammestridigheder i Afrika. Dette blev dokumenteret i Kenya hvor Kalenjin-stammen stødte sammen med Kisii-stammen.

## Konstruktion
De grundlæggende elementer i en bue er et par krumme og elastiske ben, traditionelt fremstillet af træ. Begge ender af benene er forbundet ved en snor kaldet en buestreng. Ved at trække snoren tilbage udøves kompressionskraft på den side af buen, som vender ind mod buen. Så længe strengen holdes gemmes energien som potentiel energi, der kan give pilen kraft til at flyve.
Den kraft, der er nødvendig for at holde strengen helt tilbage bruges ofte som udtryk for buens styrke og kaldes buens trækkraft eller trækvægt. Hvis to buer med forskellig trækkraft, der i alle andre henseender er ens, vil det være den bue med højest trækkraft, som er den kraftigste, og dermed den der kan skyde pile kraftigst, hurtigst eller længst.
På spidsen af hvert ben er en fordybning der muliggør at fastgørelse af buestrengen til benene. Den midterste del af buen er ofte delt i et håndtag, hvor bueskytten holder buen, og en pilehylde lige over håndtaget, hvor man placerer pile inden skud.
Buer, der er trukket og holdes i hånden, er den maksimale trækvægt bestemt af bueskyttens styrke. Den maksimale længde strengen kan trækkes, og dermed pile kan blive trukket, bestemmes ligeledes af bueskyttens størrelse.
Buer fremstillet af flere forskellige materialer muliggør sammensætning af bueben af specialiserede materialer med forskellig funktion, der kan optimere skuddet.
De første kompositbuer blev sammensat af træ for lethed og stabilitet, og pålimede hornlameller på bagsiden, der kan modstå kompression til styrke og sener limet til forsiden til at "oplagre" energi. Et eksempel på en sådan bue kendes fra Tutankhamons grav fra ca. år 1323 fvt.. 
Moderne materialer omfatter lamineret træ, glasfiber, metaller, og kulfiberkomponenter.

### Typer af buer
Der er ikke noget klart system til at klassificere buer. Nogle klassificerer buer som enten langbuer eller kompositbuer. Ud fra denne anskuelse er en langbue en hvilken som helst bue lavet af  ét materiale. Kompositbuer er fremstillet af to eller flere materialer. Andre inddeler buer i tre kategorier. En simpel som består af ét materiale. En kategori, hvor de består af to forskellige materialer og en tredje, komposit, hvor buerne består af tre eller flere forskellige materialer.
Almindelige buetyper:
- Langbue: en ofte mere end 1,5 meter lang bue af ét stykke træ, . De traditionelle engelske langbuer var lavet af taks, men andre træsorter kan også bruges.
- Recurvebue: en bue hvis ender krummer væk fra bueskytten. Krumningen bliver rettet ud, når buen trækkes, og retter sig tilbage når man slipper strengen. Det giver ekstra kraft til pilen.
- Compoundbue: en bue med mekaniske hjælpemidler i form af taljer til at gøre strengen lettere at trække for bueskytten.
- Reflexbue: en buetype som buer helt væk fra bueskytten, når strengen ikke sidder på. Der er tale om kompositbuer (se ovenfor) med meget stor trækkraft.
- Yumi: en japansk asymmetrisk bue, hvor det øverst ben er meget længere end det nederste, og håndtaget derfor sidder 1/3 fra bunden. Yumien er både en recurve og en langbue, da den måler over 2 meter. Typen benyttes i kampsporten Kyudo.
- Stålbue - kendes fra Indien og Persien

### Pilen
En pil består af et skaft med en pilespids fastgjort i den ene ende og fjer og en kærv i den anden. Moderne pile er lavet af kulfiber, aluminium og træ. Kulfiber-skafter har den fordel at de ikke bøjes eller slår sig. Et billigere alternativ er aluminium, men skaftet kan både bøjes og slå sig ved brug. Træ er den billigste løsning, men disse kan knække og er svære at få i identisk vægt og størrelse, hvilket er vigtigt ved præcisionsskydning.
Størrelsen på pilen varierer meget på tværs af kulturer fra meget korte til ekstremt lange. I Amazonjunglen bruger visse stammer pile på helt op til 2,6 m i længden. De fleste moderne pile varierer fra omkring 55 cm til 80 cm.

### Pilespidsen
Den ende af pilen, som er konstrueret til at ramme målet, kaldes pilespidsen. Normalt er pilespidsen fremstillet separat fra pilen, og fastmonteres først bagefter. Dette kan ske med en snor eller sener, en nitte, gevind eller lim.
I oldtiden benyttede man enten flint, ben, horn eller metal til at lave pilespidser af. De fleste moderne spidser er fremstillet af stål.
Formen på pilespidsen afhænger af, hvad pilen er beregnet til at ramme. Simple koniske pilespidser benyttes til målskydning, mens man i middelalderen benyttede bodkins til at skyde igennem rustning. Trekantede eller blad-formede spidser kaldes "broadheads" og har ofte skarpe kanter og modhager. Stumpe pilespidser kendes også til jagt på fugle eller små dyr. Disse er designet til at slå dyret ud frem for at punktere lunge eller ødelægge hjertet. Samtidig sætter stumpe pilespidser sig ikke fast i træer og andet, der kan gøre det besværligt at få fat i pilen igen.

### Buestrengen
Buestrengen forbinder de to bueben og det er her bagenden af pile fastgøres. Ofte har strengen en markering, der skal gøre det nemmere at placere pilen korrekt. Den kan ligeledes have en ekstra bevikling eller lignende for at beskytte strengen mod slid fra af- og påsætning af pile.
I den ene ende af buestrengen er en permanent løkke til at fastgøre på det ene bueben. Den anden ende har justerbar løkke, i form af en knude. Traditionelt et tømmerstik. Knuden kan indstilles til at forlænge eller forkorte buestrengen, så den passer til buen. En ny buestreng vil give sig i starten, og skal derfor justeres ofte.
Mange forskellige materialerne har været brugt til fremstilling af buestrenge. Herunder fibre, hør, silke og hamp. Andre animalske materialer har været sener eller råhud. I moderne tid benyttes fibermaterialer som dacron og kevlar. Stålwirer bruges også til visse typer buer.

### Armbrøst
En armbrøst eller låsebue er en bue der er fastgjort vinkelret et tværstykke der muliggør at man mekanisk trækker og holder strengen. Mekanismen der fastholder strengen har en aftrækker, der gør det muligt at frigøre strengen igen, og affyre projektilet.
En pil til en armbrøst kaldes en "bolt".